# Elimia catenaria
Elimia catenaria är en snäckart som först beskrevs av Thomas Say 1822.  Elimia catenaria ingår i släktet Elimia och familjen Pleuroceridae.

## Underarter
Arten delas in i följande underarter:
- E. c. catenaria
- E. c. inclinans
- E. c. postelli